# Championnat de Formula Nippon 2000
Le championnat de Formula Nippon 2000 a été remporté par le pilote japonais Toranosuke Takagi, sur une Reynard-Mugen du Nakajima Racing.

## Règlement sportif
- L'attribution des points s'effectue selon le barème 10,6,4,3,2,1.
- Tous les résultats comptent.

## Courses de la saison 2000
| Date         | Lieu   | Vainqueur         | Nationalité | Voiture       | Écurie          |
| 26 mars      | Suzuka | Toranosuke Takagi | Japon       | Reynard-Mugen | Nakajima Racing |
| 16 avril     | Motegi | Toranosuke Takagi | Japon       | Reynard-Mugen | Nakajima Racing |
| 21 mai       | Mine   | Tsugio Matsuda    | Japon       | Reynard-Mugen | Nakajima Racing |
| 4 juin       | Fuji   | Toranosuke Takagi | Japon       | Reynard-Mugen | Nakajima Racing |
| 2 juillet    | Suzuka | Toranosuke Takagi | Japon       | Reynard-Mugen | Nakajima Racing |
| 30 juillet   | Sugo   | Toranosuke Takagi | Japon       | Reynard-Mugen | Nakajima Racing |
| 20 août      | Motegi | Toranosuke Takagi | Japon       | Reynard-Mugen | Nakajima Racing |
| 3 septembre  | Fuji   | Toranosuke Takagi | Japon       | Reynard-Mugen | Nakajima Racing |
| 17 septembre | Mine   | Toranosuke Takagi | Japon       | Reynard-Mugen | Nakajima Racing |
| 5 novembre   | Suzuka | Satoshi Motoyama  | Japon       | Reynard-Mugen | Team Impul      |

## Classement des pilotes
| Classement | Pilote                  | Pays      | Voiture       | Écurie          | Nombre de points |
| ---------- | ----------------------- | --------- | ------------- | --------------- | ---------------- |
| 1er        | Toranosuke Takagi       | Japon     | Reynard-Mugen | Nakajima Racing | 86               |
| 2e         | Michael Krumm           | Allemagne | Reynard-Mugen | Team 5Zigen     | 35               |
| 3e         | Satoshi Motoyama        | Japon     | Reynard-Mugen | Team Impul      | 34               |
| 4e         | Tsugio Matsuda          | Japon     | Reynard-Mugen | Nakajima Racing | 27               |
| 5e         | Hideki Noda             | Japon     | Reynard-Mugen | Team LeMans     | 15               |
| 6e         | Katsutomo Kaneishi (en) | Japon     | Reynard-Mugen | Team Aguri      | 14               |
| 7e         | Juichi Wakisaka         | Japon     | Reynard-Mugen | Team Aguri      | 13               |
| 8e         | Naoki Hattori           | Japon     | Reynard-Mugen | Team 5Zigen     | 10               |
| 9e         | Ralph Firman            | Irlande   | G-Force-Mugen | Team Nova       | 9                |
| 10e        | Yuji Tachikawa          | Japon     | Reynard-Mugen | Team Cerumo     | 9                |
| 11e        | Shinsuke Shibahara      | Japon     | Reynard-Mugen | Team LeyJun     | 7                |
| 12e        | Shigekazu Wakisaka      | Japon     | Reynard-Mugen | Mooncraft       | 2                |
| 13e        | Yudai Igarashi          | Japon     | Reynard-Mugen | Team LeMans     | 1                |